# Кудайбердиев, Абибилла Алымович
Абибилла Алымович Кудайбердиев (род. 1 июня 1962, Ошская область) — киргизский военачальник, генерал-майор (2007). Министр обороны Киргизской Республики с июля 2010 по 26 декабря 2011 года и с 4 апреля 2014 по 12 октября 2015 года.

## Биография
Абибилла Кудайбердиев родился 1 июня 1962 года в селе Кенеш Ноокатского района Ошской области. В 1983 году окончил Алма-Атинское высшее общевойсковое командное училище, в 2003 — Общевойсковую академию Вооружённых Сил Российской Федерации.
С 1983 по 1994 годы в рядах действующей армии прошёл должности от командира мотострелкового взвода до командующего группировкой войск. С 1994 по 2001 годы занимал должности начальника отдела, заместителя начальника управления, начальника управления службы войск и безопасности военной службы Генерального штаба Вооруженных Сил Кыргызстана. В 1999—2000 годах участвовал в уничтожении международных бандформирований на территории Баткенской области.
С 2008 по 2009 годы проходил службу в должности начальника Бишкекского высшего военного училища Вооружённых сил Киргизской Республики.
В ноябре 2009 года Распоряжением Президента Кыргызстана был назначен на должность начальника Генерального штаба Вооруженных Сил — первого заместителя министра обороны страны.
С июля 2010 года по декабрь 2011 года занимал должность министра обороны Кыргызстана.
При формировании очередного состава правительства в апреле 2014 года вновь был назначен министром обороны Кыргызстана.
12 октября 2012 года Антикоррупционной службой Государственного комитета национальной безопасности Кыргызстана в отношении Кудайбердиева и ряда приближённых к нему должностных лиц были возбуждены уголовные дела по подозрению в злоупотреблении служебным положением и растрате. В тот же день Указом президента страны Алмазбека Атамбаева министр обороны был отправлен в отставку. В апреле 2018 года расследование уголовных дел было приостановлено.
Награждён именными часами Президента Кыргызской Республики (2011) за значительный вклад в поступательное и устойчивое развитие и становление государственной власти.